# Драголюб Михайлович
Драголюб «Дража» Михайлович (серб. Драгољуб "Дража" Михаиловић), відомий серед однодумців як «Дядько Дража» (серб. Чича Дража) (нар. 27 квітня 1893 — пом. 17 липня 1946) — югославський генерал сербського походження, командувач Югославських військ на батьківщині, рояліст, сербський націоналіст.

## Життєпис
Драголюб Михайлович народився 27 квітня 1893 в сербському місті Іваніця в сім'ї шкільного вчителя.
Під час Балканських воєн і Першої світової війни був офіцером армії Королівства Сербія.
У міжвоєнний час обіймав посади начальника штабу Королівської Гвардії, командира піхотного полку, начальника штабу дивізійної області, був військовим аташе в Болгарії, а потім у Чехословаччині. Доктор військових наук, викладав у Військовій Академії. 
Після «Квітневої війни» відмовився визнати здачу югославської армії, відійшов у гори центральної Сербії, де заснував рух опору окупантам. Одначе вже до кінця 1941 року більшість його діяльності була спрямована на знищення югославських партизанів замість відкритої боротьби проти держав осі. 
Велика Британія та США спочатку розглядали четників як своїх природних союзників, а комуністичні ідеї партизанських ватажків і промосковська спрямованість керованого Тіто руху, природно, були для них неприйнятні. Союзники постачали четникам зброю, а Черчилль і Рузвельт неодноразово намагалися переконати Сталіна в тому, що справжній лідер югославського опору саме Михайлович.
Незважаючи на звинувачення в колабораціонізмі, четники допомагали солдатам із західних країн антигітлерівської коаліції. Так, за всю війну на території Югославії вони переховували і переправили за лінію фронту кілька сотень американських і британських пілотів, літаки яких були збиті на Балканах.
Перелом розпочався лише на рубежі 1943-44 років, коли четники остаточно дискредитували себе погромами і етнічними чистками несербського населення, а партизани-коммуністи перетворилися на головну силу опору. Тому на початку 1944 року Дража втратив підтримку західних союзників і був змушений просити зброю і боєприпаси в окупантів і сербських колаборантів з уряду Недича та боротися з ними проти партизанів. Союзники, зокрема югославський емігрантський уряд, остаточно переорієнтувалися на Тіто.
Михайлович був міністром армії, ВМФ і ВПС Королівства Югославія в урядах, сформованих у вигнанні: у першому і другому уряді Слободана Йовановича, уряді Мілоша Трифуновича і Божидара Пурича (1942—1944).
Взимку 1944—1945 років, відступаючи, сили четників помітно порідшали. Частина людей загинула в боях з усташами, югославськими партизанами і Червоною Армією. Епідемія тифу остаточно підкосила сили четників. Деякі загони стали пробиратися в зону окупації західних союзників. Михайлович же вирішив боротися проти комуністичного режиму Югославії до кінця.
Після Другої світової війни нова комуністична влада заарештувала його і на «Белградському процесі» засудила до смертної кари за колабораціонізм і воєнні злочини, після чого його було страчено і поховано у потаємному місці. 2015 року Верховний суд у Белграді схвалив вимогу його реабілітації і оголосив недійсним рішення, ухвалене 69 роками раніше.
Михайлович за свої заслуги нагороджений численними медалями, останньою з яких його нагородив посмертно президент США Гаррі Трумен у березні 1948. Відзначений орденом «Легіон заслуг» першого ступеня за «організацію і керування силами опору проти ворога, який окупував Югославію», а також за «порятунок американських льотчиків».
Реабілітація Михайловича викликала широкий суспільний резонанс у країнах постюгославського простору. Хорватія засудила героїзацію Михайловича, назвавши його воєнним злочинцем. Влада України офіційно на це не відреагувала, однак український журналіст Віталій Портников назвав Михайловича «сербським Бандерою», а четників порівняв з УПА, бо, на його думку, ставлення до четників у Хорватії та Боснії можна порівняти зі ставленням до УПА в Польщі чи Росії. Для сербських націоналістів Михайлович увесь час був героєм, як для українських — Бандера. І четники, і УПА вважали себе «третьою силою» у Другій світовій війні і вели двофронтову боротьбу — як проти нацистів, так і проти комуністів.

## Літуратура
- Pusić: Srbija će stradati zbog Draže. B92. 23 березня 2012. Архів оригіналу за 11 квітня 2021. Процитовано 13 вересня 2020.
- Cathcart, Brian (17 квітня 1994). Harrier pilot safe. The Independent. London. Архів оригіналу за 8 листопада 2012. Процитовано 28 квітня 2010.
- Churchill, Winston (1953). The Second World War: Closing the Ring. Т. 5. Boston: Mariner Books. ISBN 978-0-395-41059-2.
- Cohen, Philip J. (1996). Serbia's Secret War: Propaganda and the Deceit of History. College Station, Texas: Texas A&M University Press. ISBN 978-0-89096-760-7.
- Cvijić, Vuk Z. (3 січня 2010). Excavation of Draza Mihajlovic's grave. Blic online. Архів оригіналу за 10 серпня 2011. Процитовано 30 липня 2010.
- Freeman, Gregory A. (2007). The Forgotten 500: The Untold Story of the Men Who Risked All for the Greatest Rescue Mission of World War II. New York: New American Library. ISBN 978-0-451-22495-8. Архів оригіналу за 21 квітня 2020. Процитовано 13 вересня 2020.
- Giška and guards died for nothing. Glas javnosti. 1 серпня 1999. Архів оригіналу за 27 липня 2011. Процитовано 13 вересня 2020.
- Schramm, Percy Ernst; Greiner, Helmuth; Hubatsch, Walther (1963). Kriegstagebuch des Oberkommandos der Wehrmacht, Band III (1943), Zweiter Halbband. Т. III/2. Frankfurt am Main: Bernard & Graefe Verlag für Wehrwesen.
- Hart, Stephen A (5 листопада 2009). Partisans: War in the Balkans 1941–1945. BBC. Архів оригіналу за 27 червня 2009. Процитовано 23 травня 2010.
- Hehn, Paul N. (1971). Serbia, Croatia and Germany 1941–1945: Civil War and Revolution in the Balkans. Canadian Slavonic Papers. 13 (4): 344—373. doi:10.1080/00085006.1971.11091249. Архів оригіналу за 3 квітня 2017. Процитовано 8 квітня 2012.
- Hinsley, F.H.; Francis Harry (1993). British Intelligence in the Second World War. Cambridge: Cambridge University Press. ISBN 978-0-521-44304-3.
- Hoare, Marko Attila (September–November 2005). Adding insult to injury: Washington decorates a Nazi-collaborationist leader. Bosnia Report (47–48). Архів оригіналу за 3 березня 2012. Процитовано 13 вересня 2020.